# Kapelle Wätzum

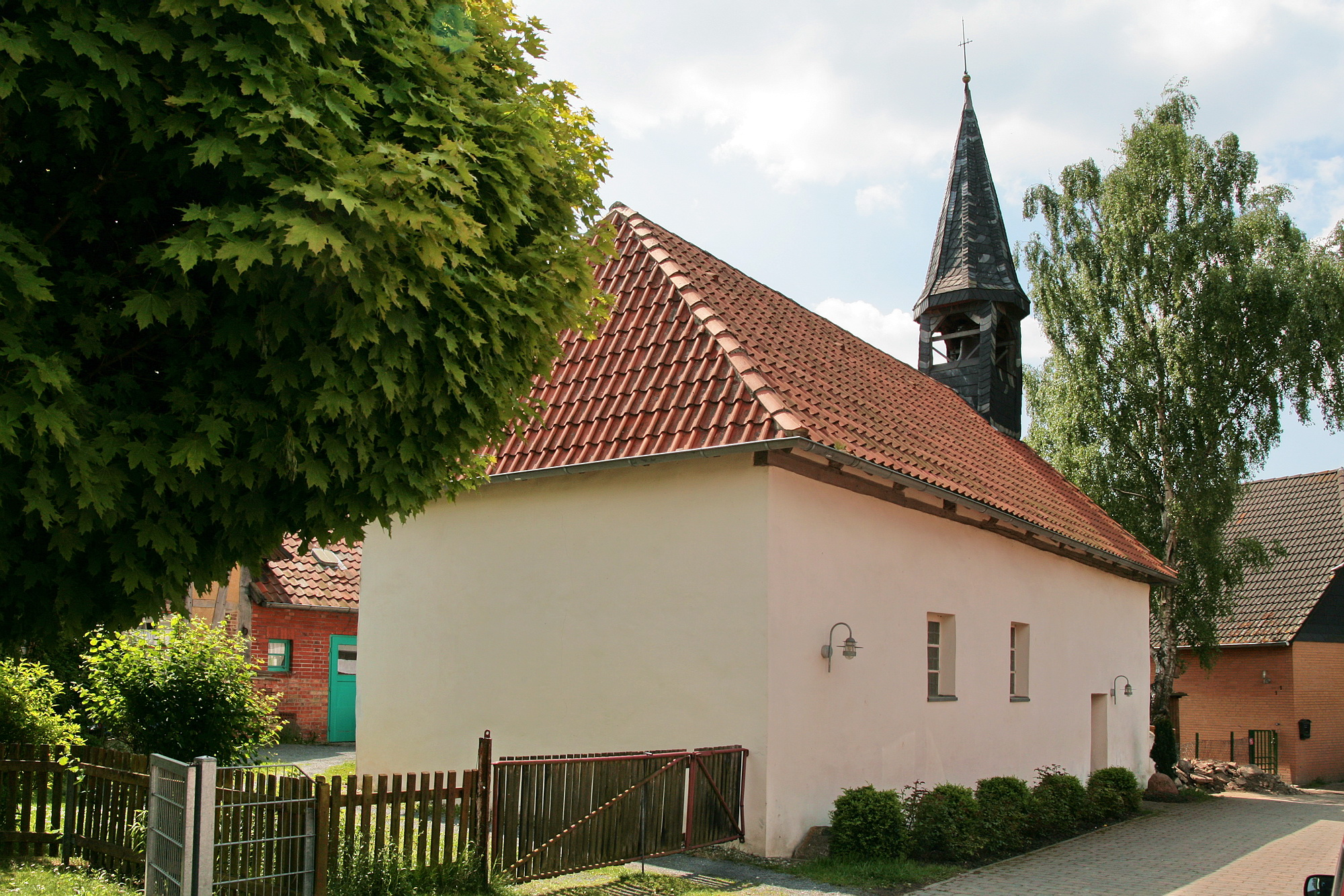
Kapelle Wätzum

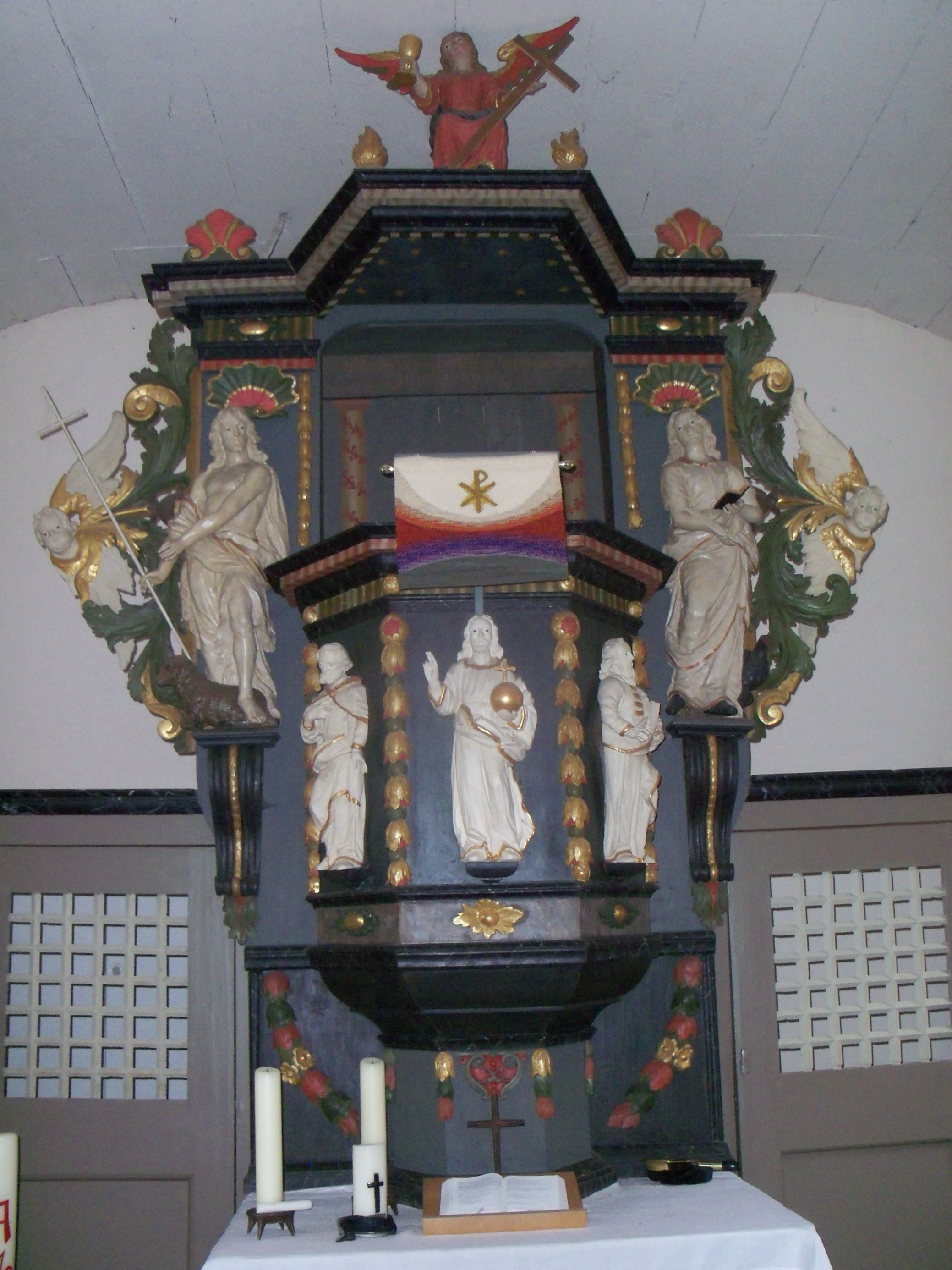
Kanzelaltar

Die evangelisch-lutherische Kapelle steht in Wätzum, einem Ortsteil von Algermissen im Landkreis Hildesheim in Niedersachsen. Die Kapelle gehört zur evangelisch-lutherischen Zwölf-Apostel-Kirchengemeinde im Kirchenkreis Hildesheim-Sarstedt der Evangelisch-lutherischen Landeskirche Hannovers.

## Beschreibung
Die Westwand der Kapelle ist aus dem 14. Jahrhundert, die Nord-, Süd- und Ostwand sind aus dem 17. oder 18. Jahrhundert. Die kleine rechteckige Saalkirche aus Bruchsteinen ist heute verputzt. Das Kirchenschiff ist mit einem Walmdach bedeckt, aus dem sich im Westen ein schiefergedeckter Dachreiter erhebt. Er war ursprünglich mit einer barocken Haube bedeckt. Sie wurde 1924 durch ein hohes achteckiges Zeltdach ersetzt. Im Dachreiter hängt eine Kirchenglocke, die 1949 von J. F. Weule gegossen wurde. An den Längsseiten des Kirchenschiffs sind jeweils zwei kleine rechteckige Fenster. 
Der Innenraum ist mit einer Flachdecke überspannt. Eine Empore befindet sich an der Westseite. Zur Kirchenausstattung gehört ein Kanzelaltar von 1735 aus der Werkstatt von Ernst Dietrich Bartels. Auf der gotischen Mensa auf gemauertem Stipes befindet sich eine Säule mit dem Kanzelkorb. Auf der dreiseitigen Brüstung waren ursprünglich die Figuren von Jesus, Petrus und Paulus. Seitlich des Kanzelkorbs stehen Figuren von Johannes dem Täufer und Johannes dem Evangelisten. Der Schalldeckel ist bekrönt mit der Figur der heiligen Fides. Bei der Renovierung 1992 wurden Weihekreuze freigelegt.